# Ditlieb Felderer
Ditlieb Felderer (Innsbruck, 23 aprile 1942) è uno storico e scrittore svedese, noto soprattutto per i suoi lavori negazionisti in particolare come autore del testo Anne Frank's diary - a hoax.

## Biografia
Ditlieb Felderer, di origini ebraiche e per un certo periodo legato ai testimoni di Geova, è nato in Austria nel 1942 ma si è trasferito in Svezia, paese nel quale ha preso la cittadinanza ed è stato messo sotto accusa, processato, condannato e incarcerato. In seguito si è trasferito nelle isole Canarie.

## Negazionismo
Appartiene al gruppo di storici che negano l'Olocausto e nel 1979 ha scritto un testo che intendeva dimostrare la falsità del Diario di Anna Frank. Tra gli storici revisionisti che hanno condiviso le sue teorie si ricorda Robert Faurisson.
Mel Mermelstein lo citò come uno tra i più noti negazionisti a livello internazionale.

## Opere
- (EN) Anne Frank's diary - a hoax (TXT), Torrance, CA, Institute for Historical Review, 1979, ISBN 9780911038576, OCLC 506722700.